# Nowa Partia Cypryjska
Nowa Partia Cypryjska (tur. Yeni Kıbrıs Partisi) – lewicowa demokratyczno-socjalistyczna partia polityczna Cypru Północnego. Przed 2004 r. był znana jako Patriotyczny Ruch Jedności.
Partia jest obserwatorem Europejskiej Partii Lewicy.